# Solenopsis novemmaculata
Solenopsis novemmaculata é uma espécie de formiga do gênero Solenopsis, pertencente à subfamília Myrmicinae.